# 大阪泉州農業協同組合
大阪泉州農業協同組合（おおさかせんしゅうのうぎょうきょうどうくみあい、通称JA大阪泉州）は、大阪府泉佐野市に本店を置く農業協同組合である。

## 沿革
- 1948年 - 6月 各農協設立
- 2002年 - 6月 貝塚市以南の6JAが合併して発足
- 2004年 - 4月 ファーマーズマーケット(こーたり～な) オープン

## 事業区域
岸和田市を除く大阪府泉南地域
- 貝塚市
- 泉佐野市
- 泉南市
- 阪南市
- 熊取町
- 田尻町
- 岬町

この事業区域は衆議院議員総選挙大阪府第19区と一致する。

## 農産物直売所
- こーたり～な（泉佐野市松風台）
- 2015年（平成27年）3月26日にこーたりーな阪南店が大阪府阪南市下出436-5に開店した[2]が、2016年（平成28年）10月31日に閉店している[3]。

## その他
いずみの農業協同組合とともに、特産品の水なすを「泉州水なす」として2007年（平成19年）7月に地域団体商標登録を行い、地域ブランド化している。